# ميراه فويكس
ميراه فويكس (بالإنجليزية: Mirrah Foulkes)‏ هي ممثلة أسترالية، ولدت في 1953 بكوينزلاند في أستراليا.

## أعمال

### أفلام
- (2010) مملكة الحيوان
- (2011) الجميلة النائمة
- (2015) الهدية
- (2017) آلة حرب

### مسلسلات
- هاواي فايف أو

## وصلات خارجية
- ميراه فويكس على موقع IMDb (الإنجليزية)
- ميراه فويكس على موقع ألو سيني (الفرنسية)
- ميراه فويكس على موقع أول موفي (الإنجليزية)
- ميراه فويكس على موقع قاعدة بيانات الأفلام السويدية (السويدية)
- ميراه فويكس على موقع قاعدة بيانات الفيلم (الإنجليزية)
- ميراه فويكس على موقع كينوبويسك (الروسية)